# Pizzo la Scheggia
Il Pizzo la Scheggia (2.466 m s.l.m.) è una montagna del Gruppo dell'Onsernone nelle Alpi Lepontine. Si trova nella provincia del Verbano-Cusio-Ossola in Piemonte.

## Descrizione
La Scheggia rappresenta la vetta più elevata della Val Vigezzo e si trova al confine con la Valle Isorno, ad ovest della Pioda di Crana. La montagna prende il nome da un profondo intaglio o scheggiatura detto finestra che separa la cima principale dalla più bassa Cima Campelli che si trova poco più a nord.

## Salita alla vetta
Si può salire alla vetta partendo dalla frazione Arvogno (1247m) scendendo per il sentiero con segnavia M15 direzione Rifugio Regi che attraversa il Melezzo Orientale a quota 1080m. Dopodiché si segue il sentiero passando dalle località: Alpe Coier (1169 m), Alpe Cortino (2352 m), Alpe Anfirn (1674 m) e infine si arriva all'Alpe Forno (1888 m) dove è situato il Rifugio Regi. Il rifugio Regi è un bivacco del CAI Vigezzo e per accedervi servono le chiavi reperibili alla sezione che lo gestisce. Dall'anfiteatro di roccia che caratterizza l'Alpe Forno si prosegue sul sentiero che piega a sinistra (sud) e poi risale in direzione nord-ovest lungo il costone di roccia che porta alla cima della Scheggia.

## Galleria d'immagini

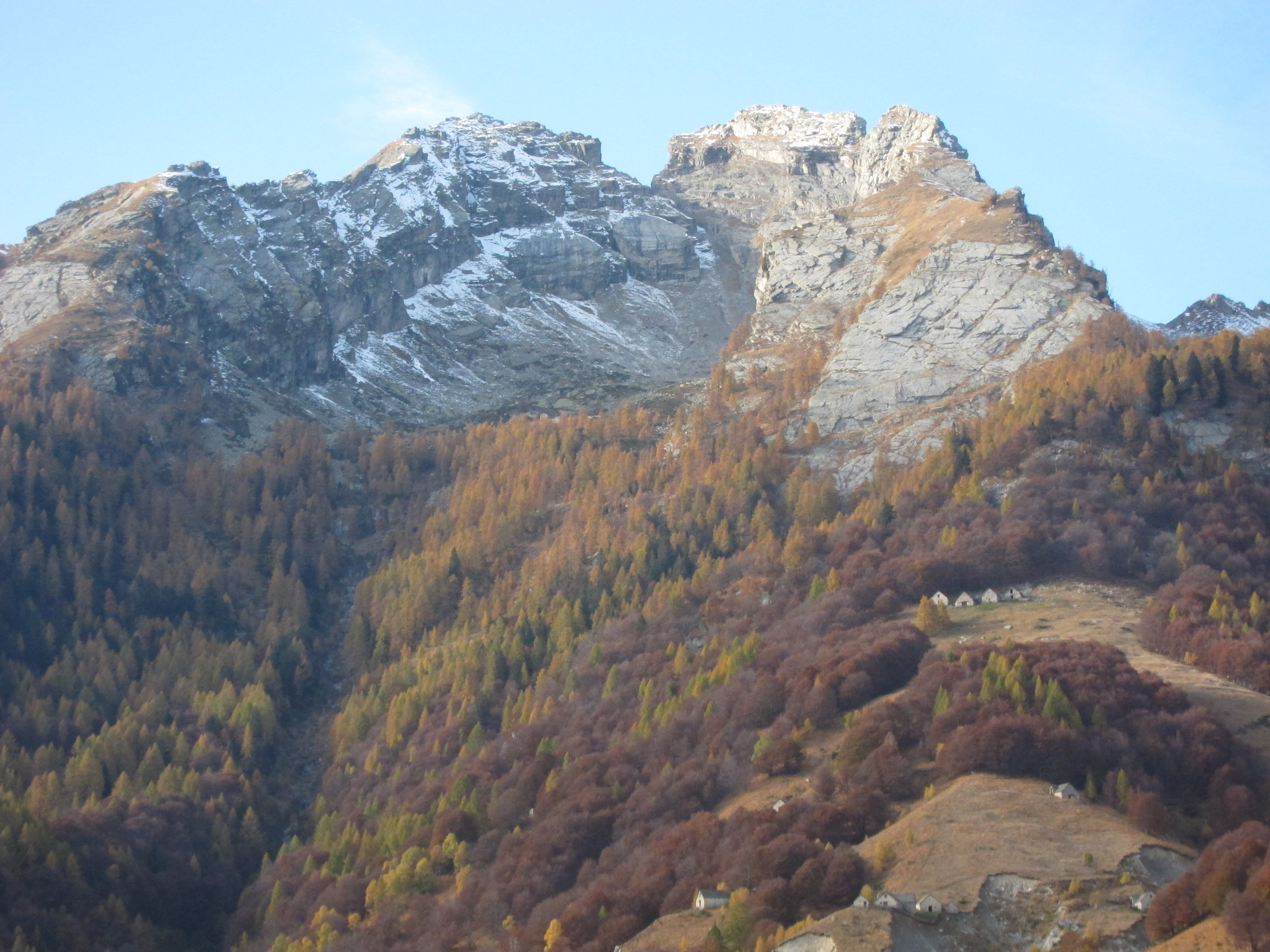
Pizzo La Scheggia con colori autunnali
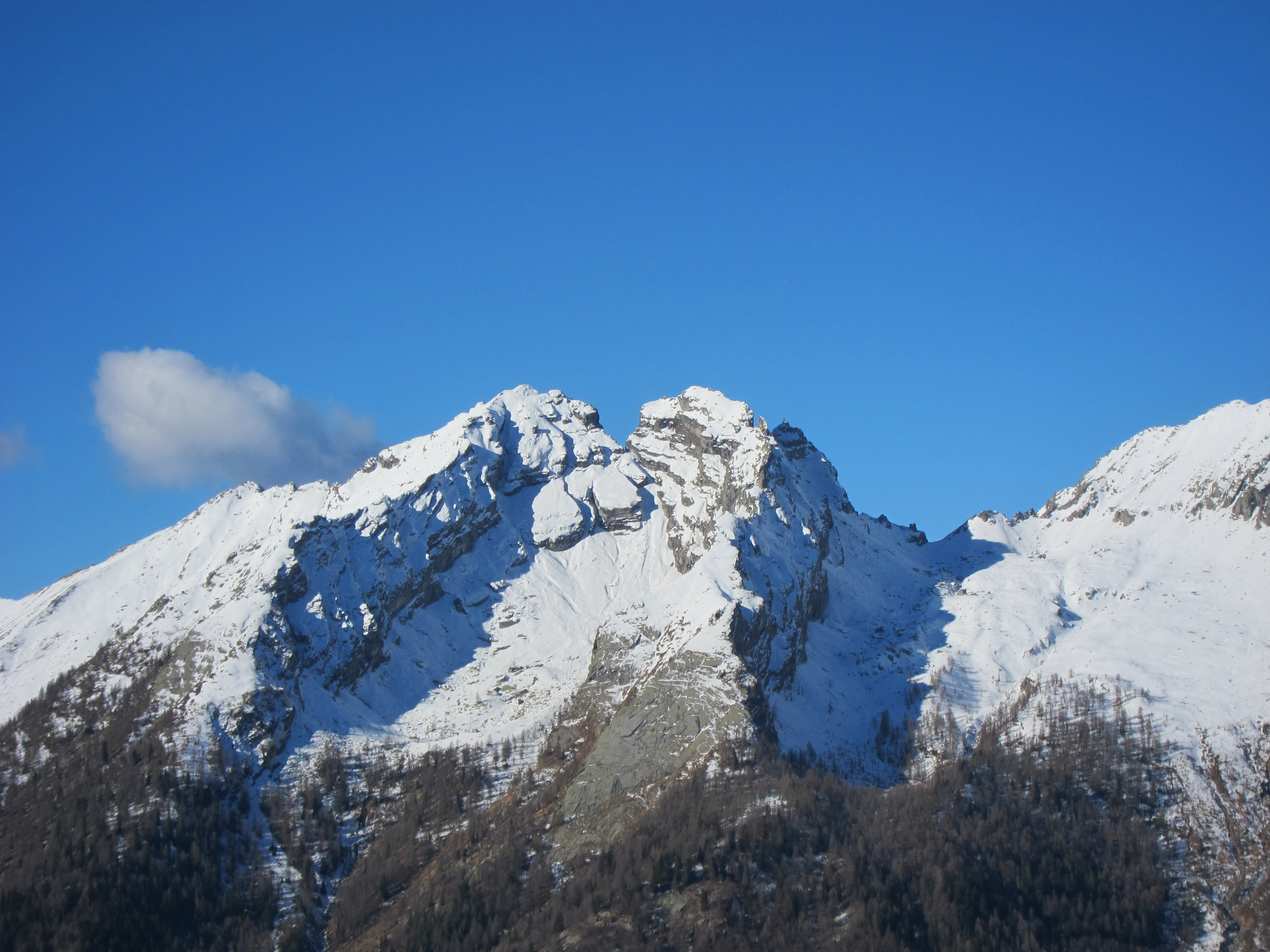
Il Pizzo la Scheggia visto dalla Piana di Vigezzo nel dicembre 2018
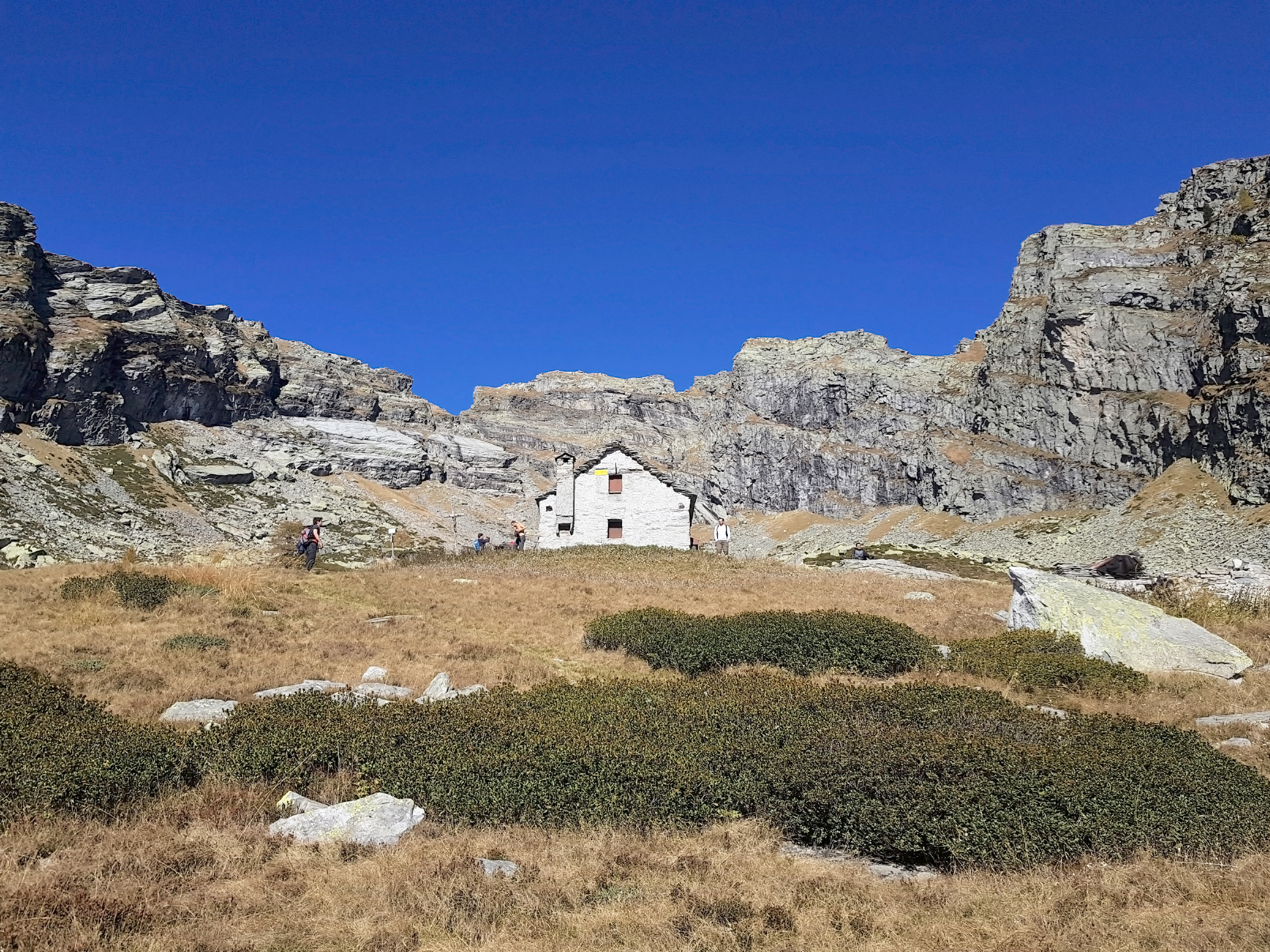
L'Alpe Forno con il Rifugio Regi al centro e la Scheggia sullo sfondo
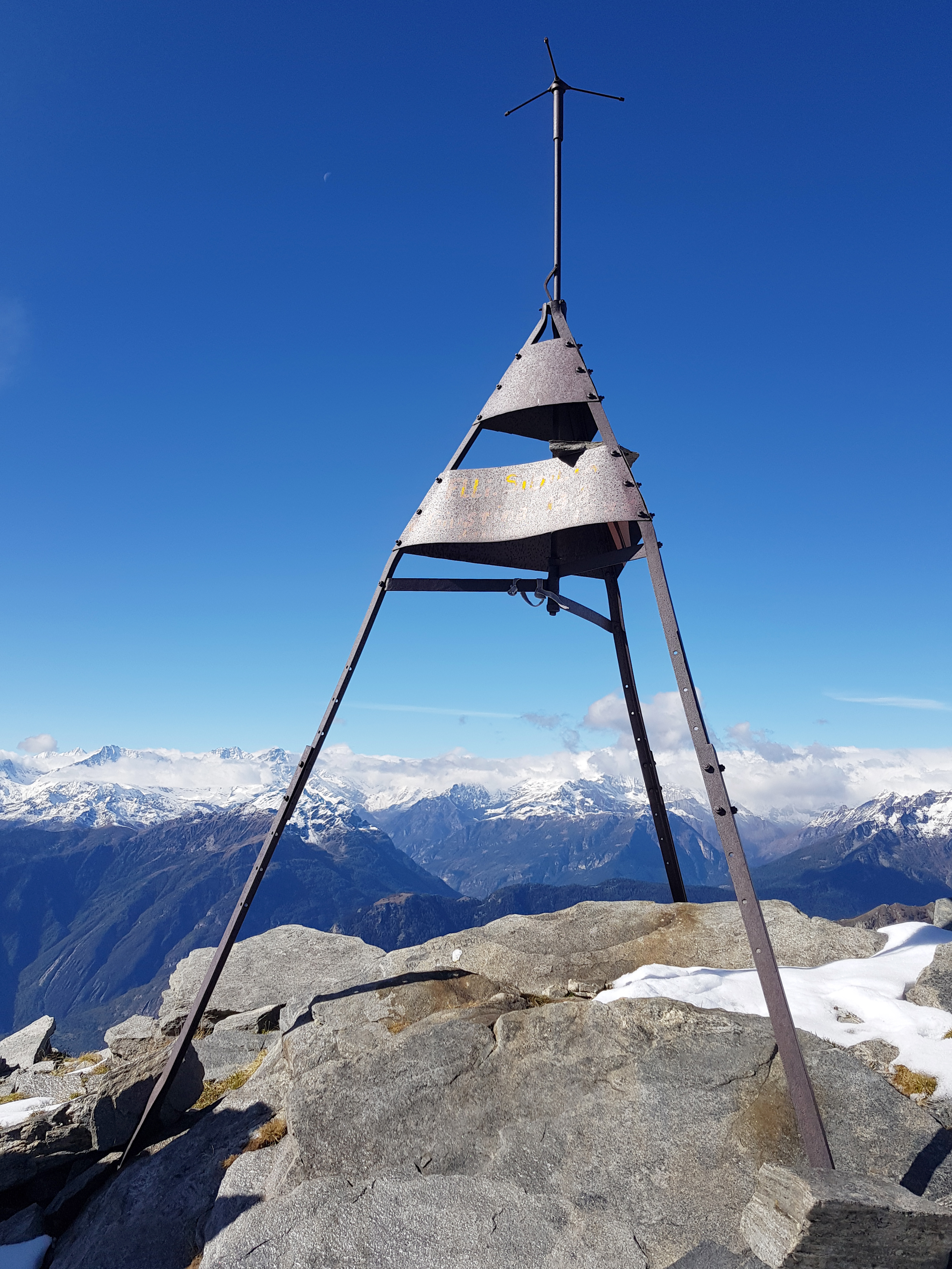
La struttura metallica in cima alla Scheggia

### Cartografia
- Istituto Geografico Centrale, Carta dei Sentieri, scala 1:50.000 n.11 Domodossola e val Formazza
- Carta Kompass, Carta Escursionistica, scala 1:50.000 n.89 Parco Naturale Alpe Veglia e Alpe Devero, Valle Antigorio, Val Formazza